# Washington Square Park
Koordinaten: 40° 43′ 51″ N, 73° 59′ 51″ W

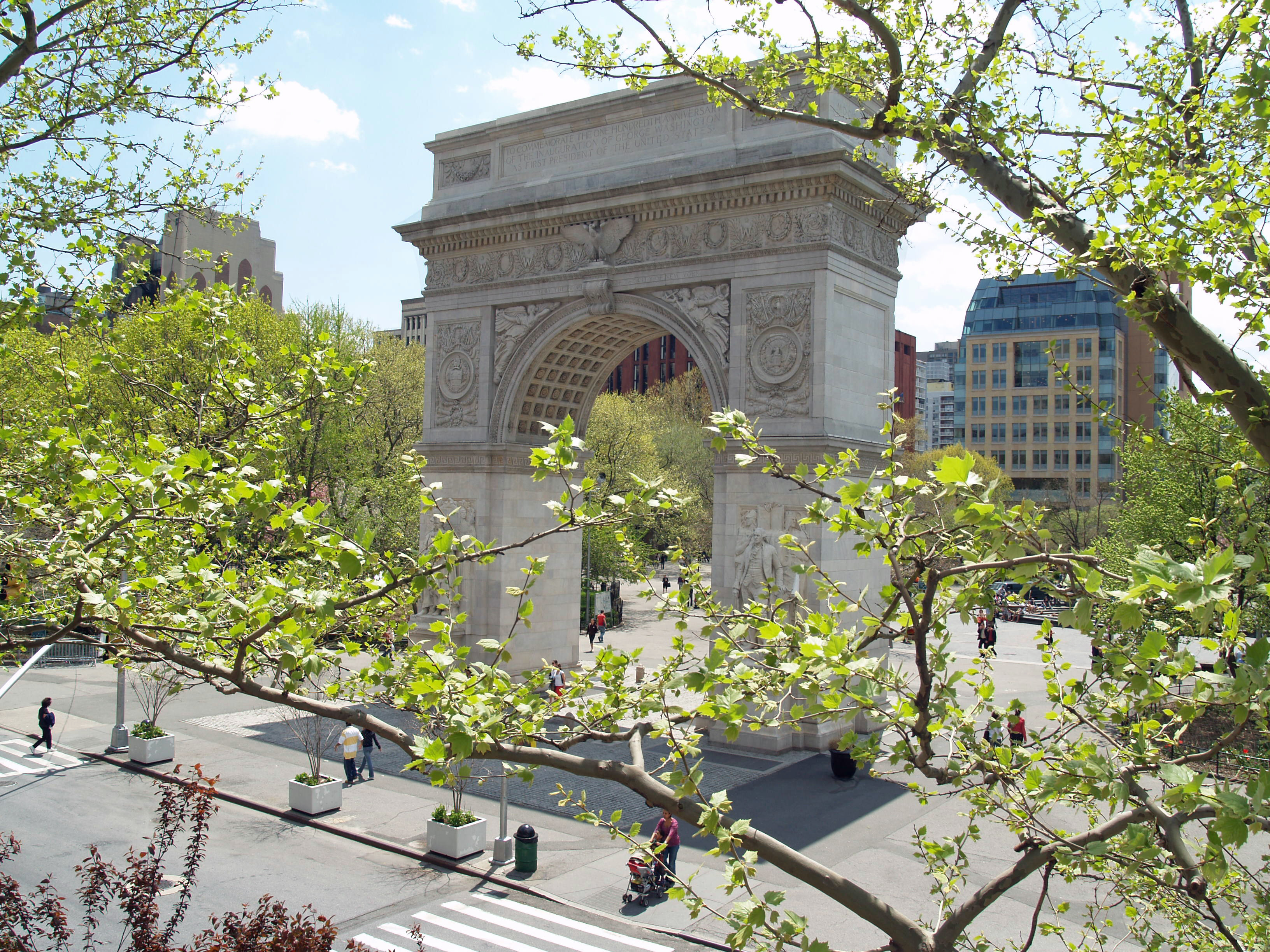
Blick auf das Washington Square Arch und die Central Fountain im Park

Der Washington Square Park zählt zu den bekanntesten der über 1700 öffentlichen Parkanlagen in New York City. Gelegen zwischen Greenwich Village und East Village an der New York University umfasst die Anlage eine Fläche von 3,95 Hektar.

## Geschichte

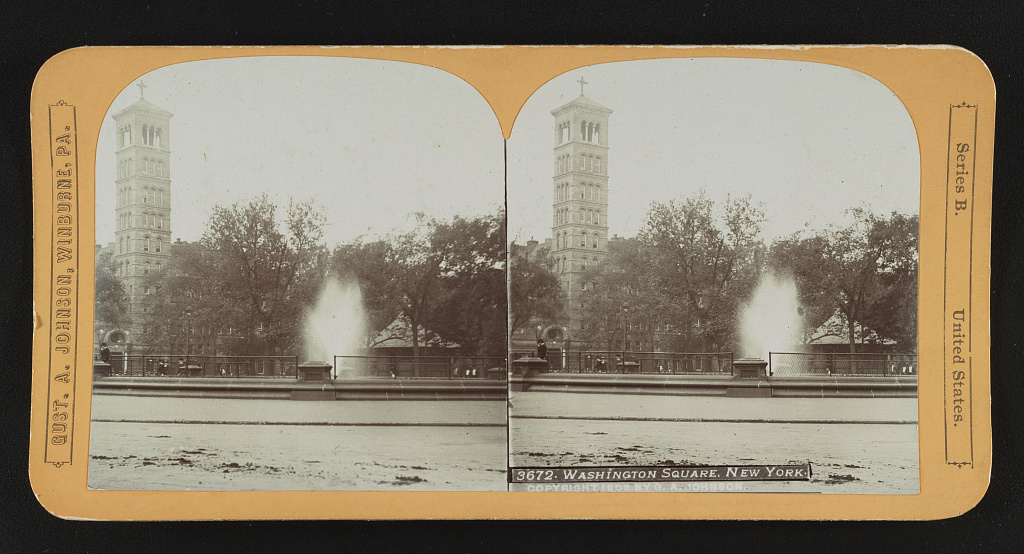
Stereo-Foto des Platzes von 1903

Von 1797 an diente das Gebiet als öffentlicher Begräbnisplatz. 1823 wurde das Gelände zum Park erklärt. Die Straßen um den Park herum wurden ab den 1830er Jahren zu einer bevorzugten Wohngegend. Ab 1869/1870 erfolgte eine landschaftliche Umgestaltung der formalen Anlage durch Ignaz Pilat, zusammen mit dem Ingenieur Montgomery Alexander Kellogg. Es war eines der ersten Umgestaltungsprojekte des 1870 gegründeten „Department of Public Parks“ (Leiter: William Grant), dessen leitender Landschaftsplaner Pilat war.
Die Stadtplanung unter Robert Moses, der 1934 Park Commissioner wurde, sah seit Mitte der dreißiger Jahre erhebliche Umgestaltungen des Platzes vor, die über zwei Jahrzehnte den Widerstand von Bürgerinitiativen trafen. Ab 1952 sollte schließlich die Fifth Avenue durch den Park hindurch verlängert werden, was von lokalen Bürgerinitiativen, darunter Eleanor Roosevelt und Jane Jacobs erfolgreich bekämpft wurde. Schließlich konnte der Platz als einer der ersten innerstädtischen Räume ab Ende der 1950er Jahre völlig autofrei gestaltet werden. Seit den 1940er-Jahren entwickelte er sich zu einem Treffpunkt für Folkmusiker, mit dem Höhepunkt während des Folkbooms Anfang der 1960er-Jahre, als z. B. auch Bob Dylan hier spielte. Es gab immer wieder Probleme mit der Stadtverwaltung wegen der Lautstärke. 1961 kam es sogar zu einem kleinen „Beatnik-Aufstand“, als die Polizei das Musizieren untersagen wollte.
Seit 2007 wird der Park umgebaut, das Budget beträgt 16 Millionen Dollar.
Auf dem Gelände befinden sich das Washington Square Arch, der Hangman’s Elm sowie die Central Fountain. Bewirtschaftet und verwaltet wird der Park, wie alle öffentlichen Parks in Manhattan, vom New York City Department of Parks and Recreation, der verantwortlichen New Yorker Behörde. An der Südseite des Parks befindet sich die Judson Memorial Church.
Der Park wird auch als Mittelpunkt des Location-based Game Pac-Manhattan verwendet.